# مارتین شولتس
مارتین شولتس (به آلمانی: Martin Schulz) (زادهٔ ۲۰ دسامبر ۱۹۵۵) سیاست‌مدار اهل آلمان می‌باشد. او از مارس ۲۰۱۷ تا فوریه ۲۰۱۸ رهبری حزب حزب سوسیال دموکرات آلمان را بر عهده داشت و از سپتامبر ۲۰۱۷ عضو پارلمان آلمان می‌باشد همچنین از سال ۲۰۱۲ تا ۲۰۱۷ رئیس پارلمان اروپا بود.
نوامبر ۲۰۱۶ شولتس اعلام کرد که قصد ندارد برای سومین بار رئیس پارلمان اروپا بشود و می‌خواهد به عنوان نماینده حزب سوسیال دموکرات در انتخابات فدرال ۲۰۱۷ آلمان شرکت کند. بدین ترتیب زیگمار گابریل با کنارگیری از سمت ریاست حزب سوسیال دموکرات جای خود را به شولتس داد.
به علت انتقادات فراوان اعضای حزب سوسیال دموکرات و سایر افراد علیه سیاست‌های شولتس به عنوان رهبر این حزب او در فوریه ۲۰۱۸ از سمت ریاست استعفا داد.